# Neuillé
 Neuillé  es una población y comuna francesa, en la región de Países del Loira, departamento de Maine y Loira, en el distrito de Saumur y cantón de Allonnes (Maine y Loira).

## Demografía
| 643 | 633 | 570 | 721 | 860 | 869 |
| Para los censos de 1962 a 1999 la población legal corresponde a la población sin duplicidades (Fuente: INSEE [Consultar]) |     |     |     |     |     |